# Torre Apprezzami l'Asino
La Torre Apprezzami l'Asino (anche detta Melesino) è una torre costiera del Regno di Napoli nel territorio del comune di Maratea, in provincia di Potenza.

## Storia
La sua costruzione fu ordinata nel 1566.  La torre risulta costituita da due corpi, diversi per forma ed epoca. Il più antico è quello interno, di forma circolare; quello esterno, che racchiude il primo, è di forma troncopiramidale.
Il nome deriva dal fatto che la torre si trova sopra quella che era l'unica e strettissima strada che conduceva da Sapri a Maratea, e quando due asini (con i rispettivi padroni) si incrociavano non c'era spazio materiale per far passare tutti e due. Non restava altro che apprezzare, cioè quantificare, quale animale avesse minor valore e, per fare strada libera, precipitarlo in mare.
È stata poi restaurata come monumento.